# Guido Imbens
Guido Wilhelmus Imbens (Geldrop, 3 de septiembre de 1963) es un economista neerlandés-estadounidense. En 2021, recibió el Premio Nobel de Ciencias Económicas «por sus contribuciones metodológicas al análisis de las relaciones causales», junto con Joshua Angrist y David Card, quienes recibieron la otra mitad del galardón. Ha sido profesor de economía en la Escuela de Postgrado de Negocios Stanford desde 2012.

## Biografía
Nació el 3 de septiembre de 1963 en Geldrop, Países Bajos. En 1975 su familia se mudó a Deurne, donde asistió al Peellandcollege. De niño, Imbens era un ávido ajedrecista.
Imbens se graduó de la Universidad Erasmo de Róterdam en 1983. Obtuvo su Maestría en Artes y Doctorado en Filosofía (Ph.D) por la Universidad de Brown en Providence, Rhode Island en 1989 y 1991.

## Carrera profesional
Imbens ha enseñado en la la Universidad de Harvard entre 1990 y 1997, y de 2006 a 2012, en la Universidad de California en Los Ángeles, de 1997 a 2001,  y en la Universidad de California en Berkeley, de 2002 a 2006. Se ha especializado en econometría, en particular, en métodos para realizar inferencias causales. Se convirtió en redactor en jefe de Econometrica en 2019, cargo para el que está designado hasta 2023.
Es miembro de la Econometric Society desde 2001, y de la Academia Estadounidense de las Artes y las Ciencias desde 2009. Imbens fue elegido miembro extranjero de la Real Academia de Artes y Ciencias de los Países Bajos en 2017. Fue elegido miembro de la Asociación Estadounidense de Estadística (American Statistical Association) en 2020.

## Vida personal
Guido Imbens está casado con la también economista, Susan Athey, desde 2002.

## Premio Nobel de Economía
En el comunicado de prensa en el que se anunciaba a los ganadores del Premio Nobel de Economía 2021, la Real Academia Sueca de Ciencias declaró que «los galardonados de este año, David Card, Joshua Angrist y Guido Imbens, nos han proporcionado nuevos conocimientos sobre el trabajo mercado y mostró qué conclusiones sobre causa y efecto se pueden extraer de experimentos naturales. Su enfoque se ha extendido a otros campos y revolucionado la investigación empírica.»